# Paule Chaumat
Paule Chaumat, épouse Reynaud, née le 31 juillet 1920 à Pau (Pyrénées-Atlantiques) et morte le 25 juin 2013 dans le 13e arrondissement de Paris, est une résistante française de la Seconde Guerre mondiale.

## Biographie

### Famille
Paule Juliette Sébastienne Marie Chaumat naît le 31 juillet 1920 à Pau (Pyrénées-Atlantiques).
Elle est la fille d'Alexandre Chaumat (1874-1925), médecin, et de Jeanne Mabit (1887-1967).

### Résistance
Paule Chaumat entre dans la Résistance peu après l'arrestation en avril 1942 de son fiancé, Georges Iagello, résistant appartenant à l’Armée des Volontaires,,,.
À partir de mai 1942 elle prend part à l'Œuvre Sainte-Foy (service social de la Résistance), fondée par Marie-Hélène Lefaucheux et Yvonne Baratte. L'association fournit des colis aux prisonniers civils de l'occupant allemand, c'est-à-dire les résistants français,,,,,. Cette œuvre de charité chrétienne va jusqu'à livrer plus de 1 000 colis anonymes par mois aux prisons franciliennes des Allemands (Fresnes, la Santé, Romainville) en 1944,. Ces actions officielles cachent un système de communication clandestin entre les détenus des prisons parisiennes et l'extérieur. Cette organisation sert aussi de couverture au service social de l’OCM créé par Marie-Hélène Lefaucheux. L’aide sociale clandestine consiste à soutenir moralement et surtout financièrement les familles des déportés, des prisonniers et des fusillés de la Résistance. Ce service est financé par les Forces françaises libres. En liaison avec le service social des MUR (Mouvements Unis de la Résistance) de la zone Sud, il donnera naissance plus tard au COSOR (Comité des œuvres Sociales de la Résistance),.
À partir de l'été 1942, Paule Chaumat se consacre entièrement à cette aide sociale clandestine.
Affiliée au mouvement Organisation Civile et Militaire (OCM) depuis 1943, Paule Chaumat devient en outre l’agent de liaison de Marie-Hélène Lefaucheux. Par ailleurs, elle sert d’intermédiaire pour la fourniture de faux papiers.
A la fin de 1943, dans le cadre de l’OCM puis du COSOR, elle est affectée aux liaisons avec le Nord et le Pas-de-Calais pour aider les familles de prisonniers résistants, de fusillés et de résistants en fuite. Pour cela, elle est en relation avec les résistants de l’OCM sur place, de Voix du Nord et de Libération-Nord.
Elle va notamment rencontrer les familles des victimes du massacre d'Ascq, à savoir 86 civils fusillés le 1er avril 1944 par les Waffen-SS en représailles du déraillement d'un train près du village.
Elle accepte d'être responsable des liaisons des FFI pour le 6e arrondissement de Paris en vue de la libération de Paris mais l'arrestation de l'état-major FFI le 3 juin 1944 (Pierre Lefaucheux) la prive de ce rôle.
En juin 1944 (probablement à la fin du mois), elle participe à une réunion à Lille avec des résistants du nord de la France pour leur distribuer des fonds du service social clandestin. On lui demande où elle peut être jointe par la suite. Elle donne l’adresse de la boîte aux lettres du service social clandestin de la Résistance : « Organisation de secours aux prisonniers », domiciliée chez Yvonne Baratte. A cette réunion assiste un agent double infiltré dans Voix du Nord,. Paule Chaumat devient recherchée par la Gestapo.
Le 11 juillet 1944 en début de soirée, la Gestapo de la rue de la Pompe de Friedrich Berger arrête Yvonne Baratte à son domicile parisien, retrouvé grâce à l'adresse de la boîte aux lettres,,,. Yvonne parvient à prévenir Paule de son arrestation,, ce qui lui permet ainsi qu'à sa mère de fuir et d'échapper à leur propre arrestation,. Malgré les tortures, Yvonne protège Paule, ses autres camarades et l'ensemble de son réseau. Le lendemain, la Gestapo investit le domicile de la famille Chaumat (situé dans le 6e arrondissement de Paris) et met en place une souricière, qui se révèle infructueuse,.
Pendant près d'un mois et demi, Paule Chaumat se cache dans une maison inoccupée à Auteuil avec deux amies également recherchées, Marie-Hélène Lefaucheux et Marie-Louise Messéan, jusqu'à la libération de Paris, tout en poursuivant son travail d'agent de liaison dans Paris,.
Depuis l’arrestation de son fiancé Georges Iagello, Paule Chaumat, parallèlement à son activité de résistante, fait de très nombreuses démarches auprès des autorités allemandes et celles de Vichy pour retrouver sa trace et si possible le faire libérer. Mais aucune de ses démarches ne lui permettra d’avoir la moindre information. Georges Iagello a été déporté en Allemagne en octobre 1942 avec le statut Nacht und Nebel et exécuté à Cologne le 31 août 1943,,,.

### Après-guerre
Après la Libération, elle reste au COSOR puis est chargée de missions en Allemagne à la recherche de disparus,. Elle retrouve à Cologne la trace de Georges Iagello et parvient à faire rapatrier son corps en 1945.
Elle reprend ensuite ses études puis travaille à l'Organisation internationale pour les réfugiés (IRO) de 1948 à 1952 et devient gérante du Laboratoire du Cobalt jusqu'en 1955.
Elle décède le 25 juin 2013 dans le 13e arrondissement de Paris, à l'âge de 92 ans.

## Vie privée
Paule Chaumat est d'abord fiancée à Georges Iagello (1915-1943), médecin interne des Hôpitaux de Paris, résistant (réseau Armée des Volontaires), arrêté quelques jours avant leur mariage. Il meurt exécuté en déportation. 
Elle épouse Georges Reynaud en juin 1954. Le couple a plusieurs enfants.

## Décorations
- Croix de guerre 1939-1945 avec étoile de bronze (30 décembre 1947), accompagnée de la citation suivante à l'ordre de la brigade : « Entrée dans la Résistance en 1942. A pris une part importante au succès de l'insurrection nationale par son activité militante clandestine. A rempli toutes les tâches qui lui furent confiées avec courage et intelligence et un dévouement total à la cause de la Résistance. Bel exemple de la jeune fille française dans la lutte contre l'envahisseur. »[29] ;
- Médaille de la Résistance française (décret du 11 mars 1947)[30] ;
- Croix du combattant volontaire de la Résistance[29],[31].

## Fonds d'archives
- Service historique de la Défense : dossier d'homologation de services - Paule Chaumat - cote GR16P124073 ;
- Archives nationales : cotes 72AJ/1946 et AJ/16/8841 ;
- Archives de Paris : cotes 2136W199 et 2136W200 ;
- Archives de la Préfecture de police : cote J B 15.